# Trio per clarinetto, violoncello e pianoforte (Brahms)
Il Trio per clarinetto, violoncello e piano in la minore, opus 114, è un trio di Johannes Brahms. Composto durante l'estate 1891 a Bad Ischl, in seguito all'incontro col clarinettista Richard Mühlfeld. Venne eseguito per la prima volta, il 24 novembre 1891, a Meiningen, da un trio formato da Mühlfeld, dal violoncellista Robert Hausmann e da Brahms stesso al piano. In seguito venne rieseguito a Berlino il 12 dicembre successivo.
La parte del clarinetto, essendo stata scritta per uno strumento in La, può essere eseguita, volendo, da una viola.
Viene considerato dagli studiosi, come l'inizio di una rinascita per il compositore, che nel 1890 aveva dichiarato che il Quintetto per archi in sol maggiore op.111, sarebbe stato il suo ultimo lavoro.

## Struttura
1. Allegro alla breve (in 4/4)
2. Adagio (in re maggiore, in 4/4)
3. Andantino grazioso (in la maggiore,in 3/4)
4. Finale: Allegro (in la minore, in 2/4 poi 3/8)

L'esecuzione del brano richiede circa 25 minuti.